# Karkach Karmaiya
Karkach Karmaiya (en népalais : कर्कच कर्मैया) est un comité de développement villageois du Népal situé dans le district de Rautahat. Au recensement de 2011, il comptait 7 563 habitants.